# الرابطة اليهودية المركزية في ألمانيا

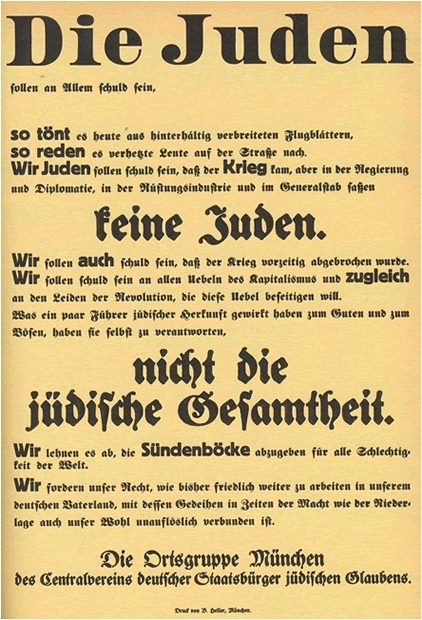

تأسست Centralverein deutscher Staatsbürger jüdischen Glaubens (الرابطة المركزية للمواطنين الألمان من الإيمان اليهودي) من قبل المثقفين اليهود الألمان في 26 مارس 1893 في برلين، مع نية معارضة صعود معاداة السامية في الإمبراطورية الألمانية. بعد وقت قصير من تأسيسها كان لديها 1420، وفي عام 1926 ما يقرب من 60.000 عضو.

## التاريخ
تأسست في برلين من قبل المثقفين اليهود في 26 مارس 1893. كان هدف السيرة الذاتية هو توحيد المواطنين الألمان من العقيدة اليهودية، والقتال من أجل حقوق اليهود كمواطنين ومكافحة معاداة السامية المتزايدة. كان الالتزام بالأمة الألمانية جزءًا مهمًا من جدول أعمال السيرة الذاتية - فقد رأى الأعضاء أنفسهم بشكل أساسي كمواطنين ألمان لهم دينهم الخاص.  وبالتالي، رفضت السيرة الذاتية الصهيونية.

## قائمة المراجع
- Evyatar Friesel: The Political and Ideological Development of the Centralverein before 1914. In: Leo Baeck Institute Yearbook 31 (1986), S. 121-146.
- Ismar Schorsch: Jewish Reactions to Anti-Semitism 1870-1914. New York/ London/ Philadelphia 1972, (ردمك 0-231-03643-4).
- Jacob Toury: Organizational Problems of German Jewry. Steps towards the Establishment of a Central Organization (1893-1920). In: Leo Baeck Institute Yearbook 13 (1968), S. 57-90.
- Jehuda Reinharz: Fatherland or Promised Land. The Dilemma of the German Jew 1893-1914. Ann Arbor 1975, (ردمك 0-472-76500-0).